# آنجلو گرگوچی
آنجلو گرگوچی (انگلیسی: Angelo Gregucci؛ زادهٔ ۱۰ ژوئن ۱۹۶۴) بازیکن فوتبال اهل ایتالیا است.
از باشگاه‌هایی که در آن بازی کرده‌است می‌توان به باشگاه ورزشی لاتزیو، باشگاه فوتبال آلساندریا، باشگاه فوتبال تورینو، و باشگاه فوتبال رجانا اشاره کرد.